# Małyje Korieły

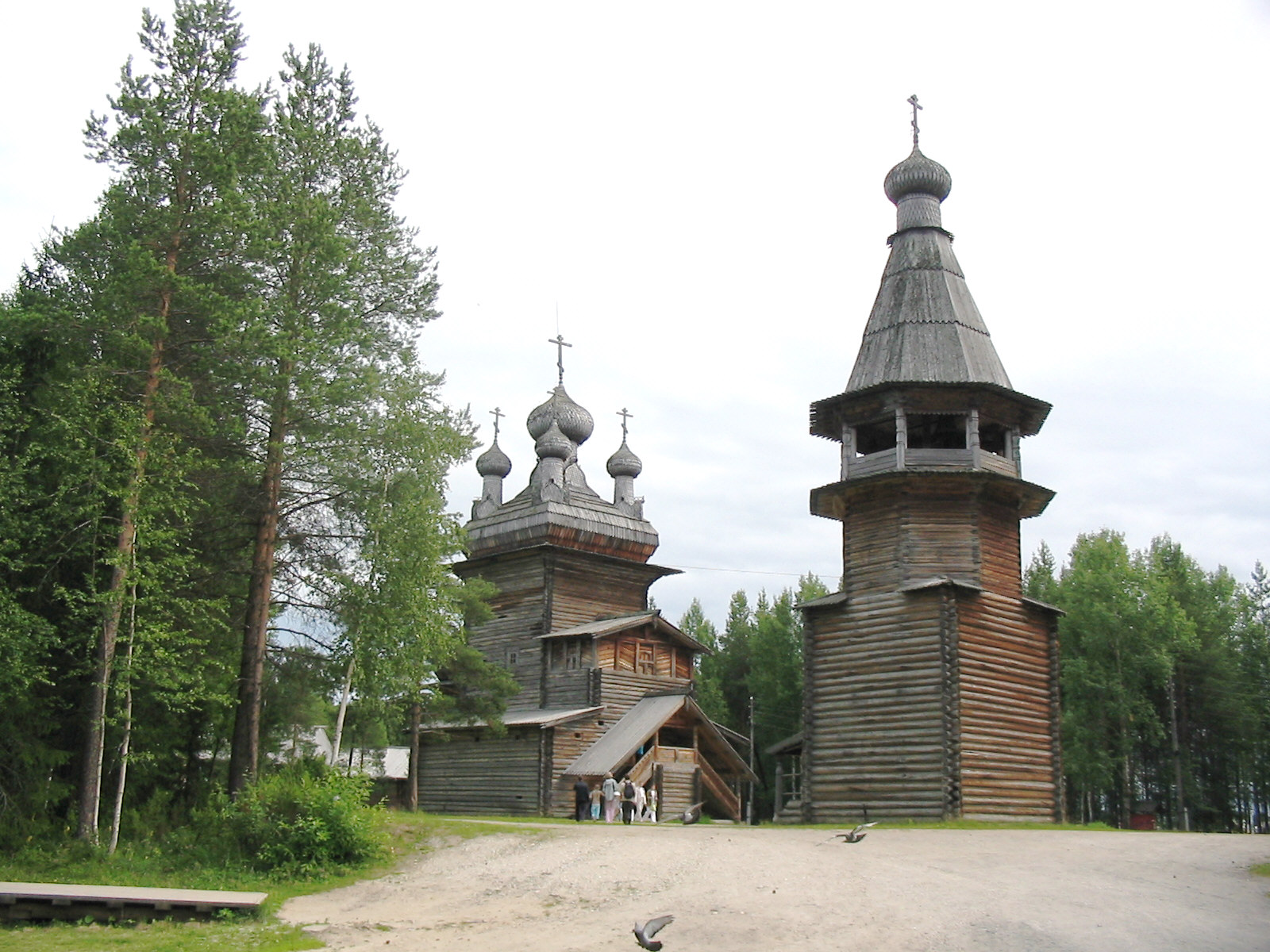
Małe Korieły

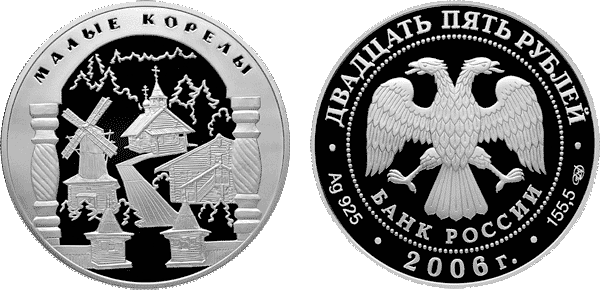
W 2006 roku na cześć muzeum w Małych Kariełach Bank Rosji wypuścił srebrną monetę o nominale 25 rubli

Małe Karieły (ros. Ма́лые Коре́лы - Małyje Korieły) - państwowe muzeum drewnianego budownictwa i sztuki ludowej północnych rejonów Rosji. Skansen znajduje się w obwodzie archangielskim, na prawym brzegu rzeki Dwiny (w miejscu ujścia rzeki Koriełki, 28 km na południe od centrum Archangielska. Powierzchnia muzeum - 139,8 ha.
Założony w 1964 roku, otwarty dla zwiedzających 1 lipca 1973 roku. Od 1983 roku muzeum jest członkiem Europejskiego stowarzyszenie muzeów pod gołym niebem. Od 1996 roku zostało włączone do rządowego zestawienia szczególnie cennych obiektów kulturalnego dziedzictwa ludów Federacji Rosyjskiej. 
W ekspozycji muzeum znajduje się ok. 100 budynków mieszkalnych, użyteczności społecznej oraz kościelnych, spośród których najstarsze datowane są na XVI (dzwonnica ze wsi Kuługa-Drakowanowo) i XVII (Cerkiew Wniebowstąpienia ze wsi Kuszereka, Cerkiew św. Jerzego ze wsi Werszyny). Wśród eksponatów można znaleźć chaty chłopskie i kupieckie, spichlerze, studnie, płoty, młyny wiatrowe itp. W celu przemieszczenia do Małych Korieł budynki rozkładano na bale, po czym ponownie je składano już w Małych Koriełach. 
Ekspozycja muzeum jest podzielona na sektory: kargopolsko-oneski, północnodwiński, miezeński i pineski. Obecnie tworzone są sektory pomorski i waski.
Muzeum stanowi popularną atrakcję turystyczną Archangielska. W jego pobliżu znajduje się turystyczny kompleks o bardzo podobnej nazwie - "Małyje Karieły" (jedna litera zmieniona z przyczyn prawnych). Niedaleko znajduje się też tor łyżwiarski "Małyje Korieły".

## Linki
- Małe Korieły. Wirtualne muzeum. ikz.ru. [zarchiwizowane z tego adresu (2007-09-28)].